# Hemandradenia
Hemandradenia, biljni rod iz porodice Connaraceae, dio reda Ceceljolike (Oxalidales). Pripada mu dvije vrste drveća iz zapadne i srednje tropske Afrike
Rod je opisan u Bulletin of Miscellaneous Information, Royal Gardens, Kew 1908: 288. 1908.

## Opis
Hemandradenia je rod grmova ili malenih stabala visokih oko 6 metara (20 stopa) s nepravilnom grmolikom krošnjom i tamnom korom; rastu po  šumskim šikarama.

## Vrste
1. Hemandradenia chevalieri Stapf
2. Hemandradenia mannii Stapf; tipična vrsta

## Vanjske poveznice
- Hemandradenia, Stapf